# Kibla
Центр «Kibla» (словен. KID KIBLA; англ. Multimedia center KIBLA) — арт-центр в словенском городе Марибор, созданный в июле 1996 года в рамках проекта «Narodni dom Maribor». Специализируется на экспериментальном медиаискусстве. С июня 1998 года сотрудники центра также имеют правовой статус ассоциации по культуре и образованию («Kulturno izobraževalno društvo KIBLA»).

## История и описание
Мультимедийный центр KIBLA открылся в городе Марибор в июле 1996 года как первый в Словении учебно-производственный институт, специализирующийся на мультимедиа технологиях и медиа-искусстве — под названием «CyberSRCeLab — MMC KIBLA»; центр пытается объединить в своих проектах образование и исследовательскую деятельность, культуру и технологии, искусство и науку. С июня 1998 года MMC KIBLA имеет юридический статус ассоциации по культуре и образованию, «Kulturno izobraževalno društvo KIBLA». Первым президентом центра стал его основатель, Питер Томаж Добрила, занимавший данный пост до 2004 год. Следующим президентом стала Александра Костич.
Первоначально мультимедийный центр KIBLA предлагал своим посетителям курсы компьютерной грамотности, бесплатный доступ в Интернет, адреса электронной почты и серверное пространство для некоммерческих организаций и частных лиц. Расположенный на первом этаже здания дома культуры «Narodni dom Maribor», KIBLA включал выставочную площадку для творчества под названием «KiBela», книжный магазин «Za:misel» и интернет-кафе «KiBar» с 10 компьютерными терминалами. С 2001 года KIBLA также управляет помещением на городской площади Glavni trg.
Программа центра включает в себя выставки, спектакли, концерты, фестивали, театральные постановки, лекции, симпозиумы, ярмарки и семинары. Через свое художественное пространство — галерею «KiBela» — центр сотрудничает со словенскими художниками и художественными учреждениями. Здесь проводятся выставки современных художников из Граца, Лондона, Загреба, Белграда и США, представляя новые подходы в современном изобразительном искусстве. KIBLA проводит два фестивали современной музыки, включающие в себя экспериментальные работы; сотрудничает с музыкальными организациями в Мариборе, Любляне (Люблянский джазовый фестиваль, фестиваль «Друга годба»), а также за рубежом. Центр также являлся инициатором проведения джазового фестиваля «Izzven», который прошёл на площадках «Narodni dom» в 2011 году.
В 2007 году центр KIBLA, при содействии целого ряда культур учреждения Марибора и соседних городов региона, подготовил комплексное предложение под названием «Чистая энергия» (Čista energija). Предложение выиграло номинацию в рамках конкурса Европейской комиссии «Культурная столица Европы» на 2012 год.